# Кортанце
Корта̀нце (на италиански: Cortanze; на пиемонтски: Cortanse, Кортансе) е село и община в Северна Италия, провинция Асти, регион Пиемонт. Разположено е на 299 m надморска височина. Населението на общината е 276 души (към 2014 г.).